# Las Quintanillas
Las Quintanillas è un comune spagnolo di 382 abitanti situato nella comunità autonoma di Castiglia e León.

## Località
Il comune comprende i seguenti centri abitati:
- Las Quintanillas (capoluogo)
- Santa María Tajadura
- Villarmentero